# Eumecopoda cyrtoscelis
Eumecopoda cyrtoscelis är en insektsart som först beskrevs av Karsch 1888.  Eumecopoda cyrtoscelis ingår i släktet Eumecopoda och familjen vårtbitare.

## Underarter
Arten delas in i följande underarter:
- E. c. regina
- E. c. karschi
- E. c. cyrtoscelis